# Humewood Castle
Humewood Castle er en gotisk-fantasy herregård på omkring 3000 m2, der blev opført i 1870 ved Kiltegan i County Wicklow, Irland. Den blev oprindeligt opført som privat residens for Hume-familien. Den ejes i dag af den amerikanske milliardær John C. Malone, der købte den i 2012.
Den er opført i granit, og et en tre-etagers bygning, der er flankeret af et højt, rundt tårn i den ene ende, og et firkantet i den anden ende.